# Boleslao II di Slesia
Boleslao II di Slesia, noto anche come il Calvo e (in tedesco) Boleslaus II., Bolesław/Boleslaus der Wilde, in polacco Bolesław II Rogatka, in ceco  Boleslav II. Lysý Rohatka (Calvus) (1217 circa – 26/31 dicembre 1278), fu dal 1242 al 1248 duca di Slesia e dal 1248 alla morte, duca di Legnica.
Boleslao apparteneva alla dinastia dei Piasti. I suoi genitori erano il granduca di Polonia e duca di Slesia Enrico II il Pio e Anna di Boemia († 1265), figlia del re di Boemia Ottocaro I e di Costanza d'Ungheria.

## Biografia
Dopo la morte del padre Enrico nel 1241 Boleslao assunse la reggenza del ducato di Slesia per i suoi fratelli minorenni. Con la suddivisione ereditaria del 1248 a Boleslao toccò il ducato di Legnica ed al fratello Enrico il ducato di Breslavia. Dopo le liti con il fratello Corrado, che nel 1249 si dimise da vescovo di Passau, Corrado divenne duca di Glogau. Boleslao ebbe ulteriori contrasti con il vescovo di Breslavia Tommaso, in merito all'immunità ecclesiastica. Per questo finì in prigionia e venne colpito da interdetto.
Nel 1252 stabilì Legnica come propria città di residenza, ove impose il diritto tedesco. Nel 1274 venne in conflitto con il nipote Enrico IV di Breslavia, lo catturò ma fu costretto a liberarlo dal re Ottocaro II di Boemia.

## Matrimoni e discendenza
Nel 1242 Boleslao sposò Edvige († 1259), figlia del conte Enrico I di Anhalt. La coppia ebbe i seguenti figli:
- Enrico V († 1296), duca di Liegnitz
- Bolko I († 1301), duca di Jauer e Schweidnitz
- Bernardo I (1253/57–1286), duca Jauer e Löwenberg
- Agnese (1253/57–1265), sposata dal 1259/60 con Ulrico I di Württemberg
- Edwige (prima del 1259 – dopo il 1280), sposata dal 1265/70 con Corrado II, duca di Masovia († 1294)
- Elisabetta, sposata dal 1268 Ludovico di Hakeborn

Dopo la morte di Edvige Boleslao sposò in seconde nozze Alenta/Adelheid (Euphemia) (ca. 1254–1296/1309), figlia del duca Sambor II di Pomerelia e di Matilde del Meclenburgo. Da questo matrimonio nacque:
- Caterina († dopo il 1270), morta bambina.

Boleslao intrecciò quindi una relazione adulterina con Sofia di Dyhrn; la moglie legittima Alenta/Adelheid lo lasciò e rientrò, in condizioni di salute poco buone, in Pomerelia; il matrimonio con Boleslao venne annullato nel 1275.
Nel 1277 Boleslao sposò con matrimonio morganatico l'amante Sofia di Dyhrn (1255/57-1323), figlia di Corrado di Dyhrn e di Elisabetta di Haugwitz. Da questo matrimonio nacque un solo figlio, Jaroslaw, deceduto in giovane età.

## Ascendenza

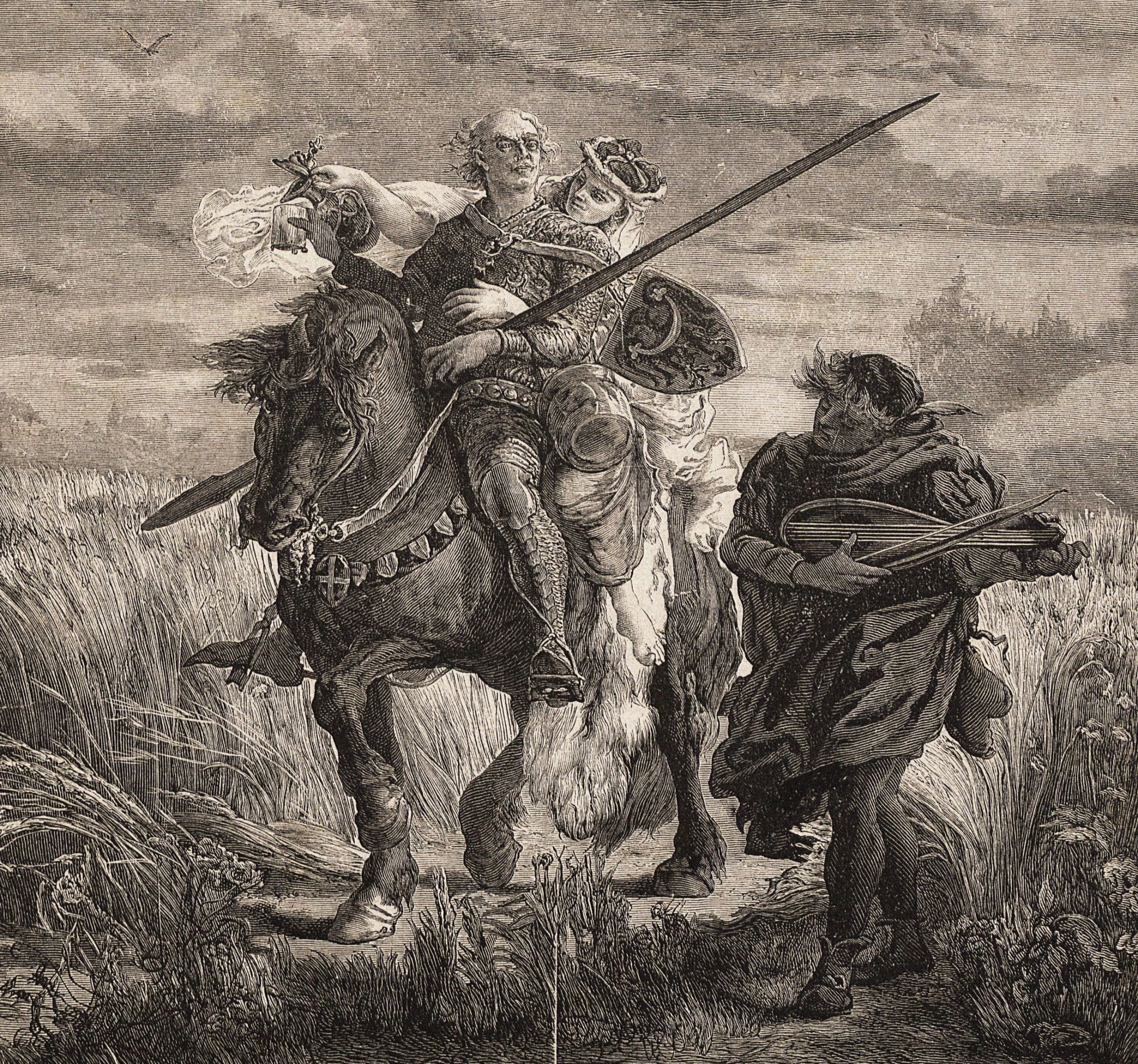
Jan Matejko, Boleslao II Rogatka con Sofia Doren e un musico, 1877.

|                       |                        |                       | Genitori               |  |  | Nonni |  |  | Bisnonni          |  |  | Trisnonni              |  |
|                       |                        |                       |                        |  |  |       |  |  | Boleslao I l'Alto |  |  | Ladislao II l'Esiliato |  |
|                       |                        |                       |                        |  |  |       |  |  | Boleslao I l'Alto |  |  | Ladislao II l'Esiliato |  |
|                       |                        | Agnese di Babenberg   |                        |  |  |       |  |  | Boleslao I l'Alto |  |  |                        |  |
| Enrico I il Barbuto   |                        |                       |                        |  |  |       |  |  | Boleslao I l'Alto |  |  |                        |  |
|                       |                        | Cristina              | …                      |  |  |       |  |  |                   |  |  |                        |  |
|                       |                        | Cristina              | …                      |  |  |       |  |  |                   |  |  |                        |  |
|                       |                        | Cristina              | …                      |  |  |       |  |  |                   |  |  |                        |  |
| Enrico II il Pio      |                        | Cristina              |                        |  |  |       |  |  |                   |  |  |                        |  |
|                       |                        | Bertoldo IV d'Andechs | Bertoldo I d'Istria    |  |  |       |  |  |                   |  |  |                        |  |
|                       |                        | Bertoldo IV d'Andechs | Bertoldo I d'Istria    |  |  |       |  |  |                   |  |  |                        |  |
|                       |                        | Bertoldo IV d'Andechs | Edvige di Wittelsbach  |  |  |       |  |  |                   |  |  |                        |  |
| Edvige di Andechs     |                        | Bertoldo IV d'Andechs |                        |  |  |       |  |  |                   |  |  |                        |  |
|                       |                        | Agnese di Rochlitz    | Dedi III di Lusazia    |  |  |       |  |  |                   |  |  |                        |  |
|                       |                        | Agnese di Rochlitz    | Dedi III di Lusazia    |  |  |       |  |  |                   |  |  |                        |  |
|                       |                        | Agnese di Rochlitz    | Matilde di Heinsberg   |  |  |       |  |  |                   |  |  |                        |  |
| Boleslao II di Slesia |                        | Agnese di Rochlitz    |                        |  |  |       |  |  |                   |  |  |                        |  |
|                       | Vladislao II di Boemia | Vladislao I di Boemia |                        |  |  |       |  |  |                   |  |  |                        |  |
|                       | Vladislao II di Boemia | Vladislao I di Boemia |                        |  |  |       |  |  |                   |  |  |                        |  |
|                       | Vladislao II di Boemia | Richeza di Berg       |                        |  |  |       |  |  |                   |  |  |                        |  |
| Ottocaro I di Boemia  | Vladislao II di Boemia |                       |                        |  |  |       |  |  |                   |  |  |                        |  |
|                       |                        | Giuditta di Turingia  | Ludovico I di Turingia |  |  |       |  |  |                   |  |  |                        |  |
|                       |                        | Giuditta di Turingia  | Ludovico I di Turingia |  |  |       |  |  |                   |  |  |                        |  |
|                       |                        | Giuditta di Turingia  | Edvige di Gudensberg   |  |  |       |  |  |                   |  |  |                        |  |
| Anna di Boemia        |                        | Giuditta di Turingia  |                        |  |  |       |  |  |                   |  |  |                        |  |
|                       |                        | Béla III d'Ungheria   | Géza II d'Ungheria     |  |  |       |  |  |                   |  |  |                        |  |
|                       |                        | Béla III d'Ungheria   | Géza II d'Ungheria     |  |  |       |  |  |                   |  |  |                        |  |
|                       |                        | Béla III d'Ungheria   | Efrosin'ja Mstislavna  |  |  |       |  |  |                   |  |  |                        |  |
| Costanza d'Ungheria   |                        | Béla III d'Ungheria   |                        |  |  |       |  |  |                   |  |  |                        |  |
|                       |                        | Agnese d'Antiochia    | Rinaldo di Châtillon   |  |  |       |  |  |                   |  |  |                        |  |
|                       |                        | Agnese d'Antiochia    | Rinaldo di Châtillon   |  |  |       |  |  |                   |  |  |                        |  |
|                       |                        | Agnese d'Antiochia    | Costanza d'Antiochia   |  |  |       |  |  |                   |  |  |                        |  |
|                       |                        | Agnese d'Antiochia    |                        |  |  |       |  |  |                   |  |  |                        |  |